# Dan Göran Gustavsson
Dan Göran Gustavsson, född 27 december 1946, är en svensk silversmed.
Gustavsson studerade som lärling till guldsmedsmästaren Alf Halldin i Örebro 1964–1972 och vid Hantverkets folkhögskola i Leksand 1978. Han etablerade en egen silverateljé 1973 där han huvudsakligen arbetade med silverkorpus och beställningsföremål. Gustavsson är representerad vid bland annat Nationalmuseum.